# Keys to Tulsa
Keys to Tulsa (pt:Crime em Tulsa / br: Acerto de Contas) é um filme norte-americano de 1997, dirigido por Leslie Greif.

## Sinopse
A vida de Richard Boudreau estava um caos quando reencontra o seu antigo amor, Vicky. Surge-lhe então uma proposta do marido de Vicky que os pode tornar afortunados. Nem tudo como o previsto e Ronnie, um amigo, é morto. Ainda falta eliminar o chantagista...

## Ficha técnica
- Realização: Leslie Greif
- Produção: Michael Birnbaum
- Roteiro: Harley Peyton, a partir de um romance de Brian Fair Berkey
- Cinematografia: Robert Fraisse
- País:  Estados Unidos
- Ano de produção: 1997
- Duração: 113 min
- Formato: 35 mm cor
- Estreia mundial: 20 de março de 1997  ( Singapura)
- Estreia em Portugal: maio de 1997 (video)

## Elenco
- Eric Stoltz.....Richter Boudreau
- James Spader....Ronnie Stover
- Deborah Kara Unger...Vicky Stover
- Michael Rooker...Keith Michaels
- Cameron Diaz.....Trudy
- Mary Tyler Moore..Cynthia Boudreau
- James Coburn.....Harmon Shaw
- Peter Strauss... Chip Carlson
- Joanna Going....Cherry